# Iridogorgia

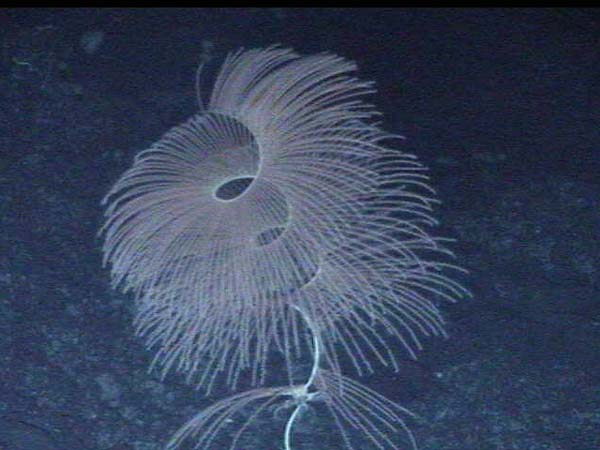
Iridogorgia sp

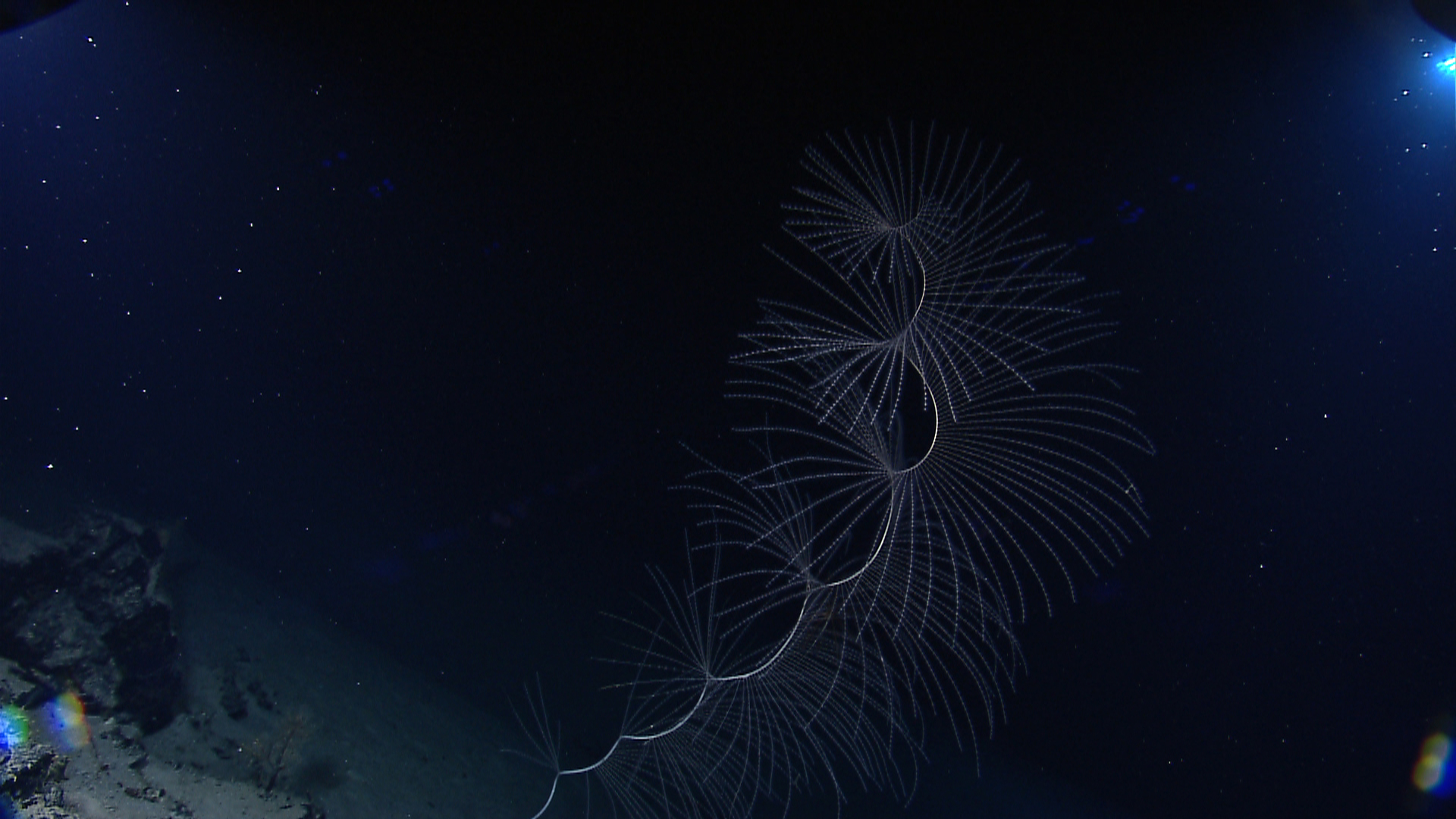
Iridogorgia sp. Programa Okeanos Explorer 2011 de NOAA

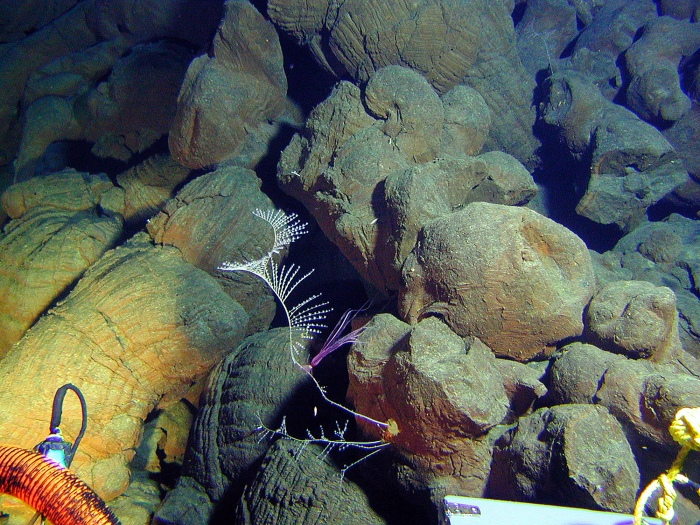
Iridogorgia sp con crinoideo púrpura anclado a su tallo

Iridogorgia es un género de octocorales perteneciente a la familia Chrysogorgiidae, del orden Alcyonacea. 

## Morfología
Las colonias conforman estructuras en forma de espiral o helicoidales. La estructura del axis es de ramificación monopodial, y las ramas, no divididas, sólo crecen en el plano superior. 
Los pólipos son cortos, de unos 3 mm y 1.5 mm de diámetro, y cuentan con 8 tentáculos. Normalmente de color naranja, amarillo o blanco, crecen alineados en las ramas, también en un solo plano y espaciados regularmente. 

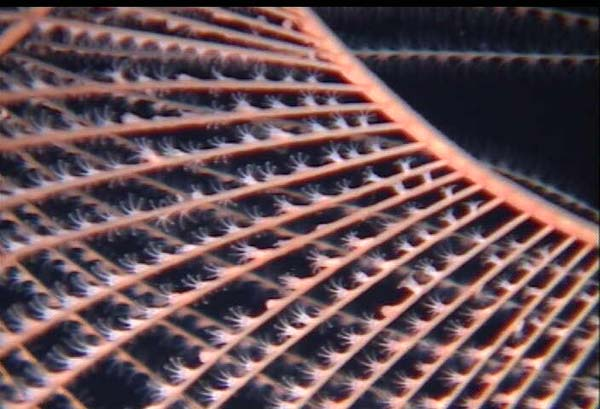
Pólipos visibles en ramas del corallum de Iridogorgia
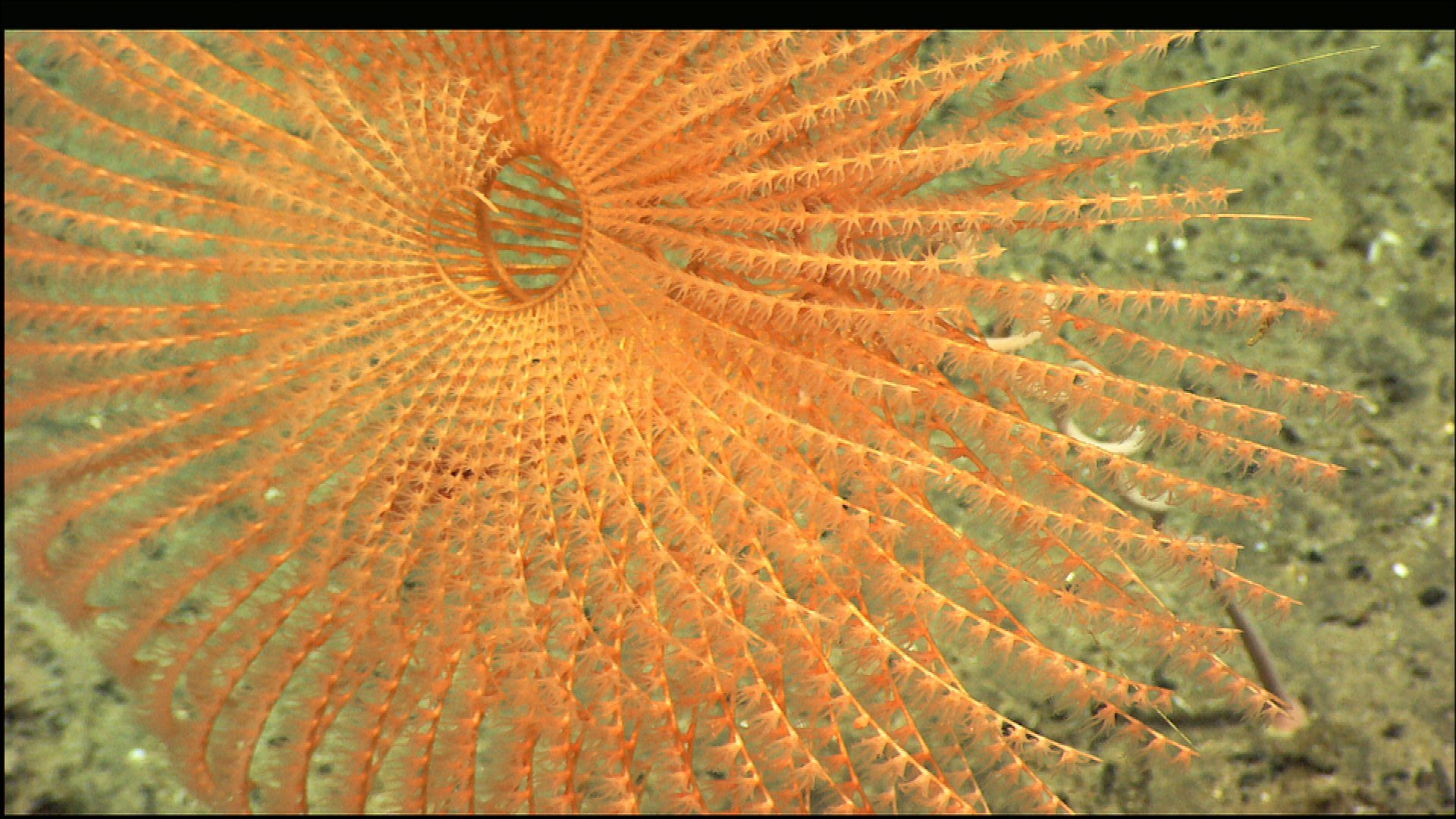
Pólipos visibles en ramas del corallum de Iridogorgia

Tanto el cenénquima, o tejido común de la colonia, como los tentáculos, tienen escleritos cálcicos.
Algunas especies alcanzan los 2.5 m de altura, con 12 o 13 giros helicoidales completos del axis central, y de unos 15 a 20 cm de altura cada giro completo.

## Especies
El Registro Mundial de Especies Marinas acepta las siguientes especies en el género:
- Iridogorgia bella. Nutting, 1908
- Iridogorgia fontinalis. Watling, 2007
- Iridogorgia magnispiralis. Watling, 2007
- Iridogorgia pourtalesii. Verrill, 1883
- Iridogorgia splendens. Watling, 2007

## Hábitat y distribución
Suelen habitar en fondos marinos, con su base enterrada en el sedimento, en suelos arenosos o grietas de rocas. Su rango de profundidad está entre 183 y 2.248 m, y su rango de temperatura entre 2.14 y 15.64 °C.
Se distribuyen en aguas tropicales y templadas del océano Atlántico, en el Golfo de México, Caribe, y las montañas marinas de Nueva Inglaterra y Corner Rise. También en el Pacífico, en Nueva Zelanda y Hawái.

## Alimentación
Al localizarse a grandes profundidades, carecen de algas simbiontes zooxantelas para su alimentación, como la mayoría de corales, por lo que se alimentan de las presas de microplancton, que capturan con sus minúsculos tentáculos en la columna de agua.